# Štrucl
Štrucl je priimek več znanih Slovencev:
- Andrej Štrucl, gluhi šahist
- Anej Štrucl, kolesar
- Dušan Štrucl - Dixi, kolesar
- Ivo (Ivan) Štrucl (*1927), geolog, krasoslovec
- Martin Štrucl (*1950), fiziolog, prof. MF
- Tomaž Štrucl (*1965), gledališki scenograf in režiser
- Vinko Štrucl (1933—2006), skladatelj, dirigent, aranžer, pozavnist in tekstopisec